# Francis Fisher Browne
Ne doit pas être confondu avec Francis Browne (photographe).
Pour les articles homonymes, voir Browne.
Cet article possède un paronyme, voir Francis Browne.
Francis Fisher Browne, né le 1er décembre 1843 à Halifax dans le Vermont et mort le 11 mai 1913 à Santa Barbara en Californie, est un journaliste, critique littéraire et poète américain.

## Œuvres
- Every-Day Life of Abraham Lincoln (1886)
- Volunteer Grain (1896)